# Ehrenfelder Gruppe
Die Ehrenfelder Gruppe (auch Steinbrück-Gruppe) war eine im Sommer und Herbst 1944 in Köln aktive Widerstandsgruppe gegen den Nationalsozialismus, zu deren Mitgliedern und Mitwissern mehr als hundert Personen zählten. In ihr hatten sich um Hans Steinbrück, einen aus dem KZ-Außenlager Köln-Messe geflohenen Häftling, Edelweißpiraten aus dem Arbeiterstadtteil Ehrenfeld, Jugendliche, geflohene Häftlinge und Zwangsarbeiter, Juden und Deserteure zusammengeschlossen. Am 10. November 1944 wurden dreizehn Angehörige der Gruppe, unter ihnen Hans Steinbrück und fünf Jugendliche, ohne Gerichtsurteil von der Gestapo ermordet.
Nach dem Zweiten Weltkrieg standen die Gruppe und ihre Aktivitäten im Zentrum einer langjährigen umfangreichen Kontroverse, die sich aus der Frage entwickelte, ob sie zum Widerstand gegen den Nationalsozialismus zu zählen seien. In diesem Zusammenhang entstanden zahlreiche künstlerische Darstellungen der Gruppe, die heute das Gesamtbild der subkulturellen Edelweißpiraten prägen.

## Historischer Abriss

### Zusammensetzung
Köln-Ehrenfeld wurde während des Zweiten Weltkriegs stark durch Luftangriffe zerstört und glich 1944 einer Trümmerwüste, in der sich die sozialen Strukturen weitgehend aufgelöst hatten. Damit war der Stadtteil ein idealer Rückzugsort für in der Illegalität lebende Menschen wie Deserteure, geflohene Häftlinge und Zwangsarbeiter oder Juden.
Zu den dort illegal lebenden Menschen zählte auch Hans Steinbrück, der im Juli 1943 aus dem KZ-Außenlager Köln-Messe flüchten konnte. Nach seiner Flucht verbarg er sich bei einer in Ehrenfeld lebenden Bekannten. Gemeinsam mit dieser versteckte Steinbrück geflohene Zwangsarbeiter, KZ-Häftlinge und Deserteure. Das dadurch entstehende Netzwerk von erwachsenen Helfern und Mitwissern bildete das Umfeld der Ehrenfelder Gruppe. Von einigen der Erwachsenen ist bekannt, dass ihr Engagement politisch motiviert war, andere waren lokal bekannte und vorbestrafte Kriminelle.
Im Sommer 1944 kamen auch mehrere Jugendliche aus Ehrenfeld mit Steinbrück in Kontakt, die vom nur wenige Jahre älteren draufgängerischen Steinbrück fasziniert waren und ihn teilweise als Ersatzfigur für den gefallenen Vater betrachteten. Einige dieser Jugendlichen hatten zuvor zur Ehrenfelder Edelweißpiraten-Gruppe gehört, von der sie sich jetzt weitgehend trennten. Durch ihre starke Fixierung auf Steinbrück gehörten sie sehr bald zum Kern der Gruppe.

### Aktivitäten
Zunächst legte Steinbrück im Keller des Hauses, in dem er Unterschlupf gefunden hatte, ein umfangreiches Waffen- und Lebensmittellager an, das auch zeitweilig als Quartier für geflohene Zwangsarbeiter und untergetauchte Juden diente.
Nachdem sich im Sommer 1944 mehrere Jugendliche Steinbrück angeschlossen hatten, gewannen die Aktivitäten der Gruppe an Dynamik. Sie konzentrierten sich aber weiterhin auf Einbrüche zur Beschaffung von Waffen und Lebensmitteln, wobei sich der Umfang der Diebstähle deutlich vergrößerte. Zu ihnen zählte der „Butterraub“, bei dem die Gruppe 26 Zentner Butter erbeutete. Da Lebensmittel in dieser Menge nicht gelagert werden konnten, wurden Teile der Beute auf dem Schwarzmarkt verkauft.
Wegen der größeren Aufmerksamkeit, die dieses Vorgehen hervorrief, und der unvorsichtigen Planung durch Steinbrück verließen zu dieser Zeit mehrere Personen die Gruppe und distanzierten sich von Steinbrück, unter ihnen fast alle Kommunisten, aber auch einige Jugendliche.

### Verhaftung
Bei einer allgemeinen Personenkontrolle am 29. September 1944 wurde eine Heeresstreife auf den Unterschlupf der Gruppe hingewiesen und darüber informiert, dass sich dort ein Deserteur aufhalte. Die Streife durchsuchte die Kellerräume und beschlagnahmte zahlreiche Waffen. Vor der Durchsuchung flüchteten zwei Männer aus dem Gebäude. Am nächsten Tag führte auch die Kriminalpolizei eine Durchsuchung durch, bei der Steinbrücks Gastgeberin und zwei im Haus untergetauchte Jüdinnen verhaftet wurden. Um auch die Geflüchteten zu verhaften, postierte die Polizei eine Wache vor dem Haus.
Erneut einen Tag später kam es vor dem Haus und in seiner Umgebung zu einer Schießerei mit Angehörigen der Ehrenfelder Gruppe unter Steinbrücks Führung, bei der ein Polizeibeamter, ein SA-Angehöriger und ein HJ-Streifenführer getötet wurden. Die Gruppe um Steinbrück entkam zunächst unerkannt. Aus dem Versuch, die verhafteten Gruppenmitglieder zu befreien, wurde eine Amokfahrt durch Ehrenfeld, bei der auch Schüsse auf unbeteiligte Passanten abgegeben wurden.
In den nächsten Tagen folgten weitere dieser Amokfahrten, an denen sich auch jugendliche Angehörige der Gruppe beteiligten. Gleichzeitig wurde der Versuch unternommen, aus dem Fort X am Neusser Wall Sprengstoff zu stehlen; dies wurde von der Polizei vereitelt.
Ab dem 4. Oktober 1944 verhaftete die Gestapo dann, gestützt auf Hinweise aus der Ehrenfelder Gruppe, Steinbrück und zahlreiche Angehörige der Gruppe. Bis Mitte Oktober wurden insgesamt 63 Personen verhaftet, unter ihnen 19 Jugendliche. Keine der Verhaftungen erfolgte wegen der früheren Zugehörigkeit zu den Edelweißpiraten.
Nach seiner Verhaftung fasste Steinbrück die Ziele der Gruppe vor der Gestapo folgendermaßen zusammen: 
„Er und seine Komplicen hätten alles tun wollen, um den Krieg schnell zu Ungunsten Deutschlands zu beenden. Aus diesem Grund sei auch das Waffenlager angelegt worden. Damit sollten kriegswichtige Betriebe und Bahnanlagen gesprengt werden, wenn die Front erst näher gerückt sei. Auch die später zu der „Bande gestoßenen Mitgliedern“ hätten diesen Plan gekannt und unterstützt.“

### Ermordung
Am 10. November 1944 wurden in der Hüttenstraße in Ehrenfeld dreizehn Mitglieder der Ehrenfelder Gruppe, darunter Steinbrück und fünf Jugendliche, von der Gestapo ohne vorheriges Gerichtsurteil öffentlich gehängt. Als Haupttaten wurden ihnen insgesamt fünf Morde und der versuchte Sprengstoffdiebstahl zur Last gelegt. Mehr als 400 Schaulustige beobachteten die Hinrichtung.
Gehängt wurden:
- Hans Steinbrück, * 12. April 1921 (23)
- Günther Schwarz, * 26. August 1928 (16)
- Gustav Bermel, * 11. August 1927 (17)
- Johann Müller, * 29. Januar 1928 (16)
- Franz Rheinberger, * 22. Februar 1927 (17)
- Adolf Schütz, * 3. Januar 1926 (18)
- Bartholomäus (Barthel) Schink, * 27. November 1927 (16)
- Roland Lorent, * 12. März 1920 (24)
- Peter Hüppeler, * 9. Januar 1913 (31)
- Josef Moll, * 17. Juli 1903 (41)
- Wilhelm Kratz, * 6. Januar 1902 (42)
- Heinrich Kratina, * 15. Januar 1906 (38)
- Johann Krausen, * 10. Januar 1887 (57)

## Kontroversen nach 1945
Die Angehörigen der Ehrenfelder Gruppe und ihre Handlungen wurden nach dem Zweiten Weltkrieg durch Bevölkerung und staatliche Stellen unterschiedlich wahrgenommen und gewertet. Bis in die 1980er Jahre wurden im Wesentlichen die Bewertungen der Gestapo übernommen. Es herrschte die Meinung vor, bei den Angehörigen der Ehrenfelder Gruppe handele es sich um Kriminelle. Danach setzte – ausgelöst durch einen Fernsehbericht – ein Prozess des Umdenkens ein, der zur Ehrung einzelner Gruppenmitglieder als Gerechte unter den Völkern, der erneuten Anbringung einer Gedenktafel und der Anerkennung als Widerstandskämpfer führte.
Parallel dazu wurde ebenfalls seit den 1980er Jahren diskutiert, ob die Ehrenfelder Gruppe in Gänze oder Teilen zu den Edelweißpiraten zu rechnen oder als eigenständiges Phänomen zu betrachten sei. Inzwischen betrachten zahlreiche Geschichtswissenschaftler die Gruppe als selbständige Erscheinung, während sie in der Öffentlichkeit oft noch als zentraler Bestandteil der Edelweißpiraten wahrgenommen wird.

### Konflikt um die Anerkennung als Widerstandskämpfer
Die Familie Bartholomäus Schinks beantragte 1952 dessen Anerkennung als politisch Verfolgten. Nachdem dies abgelehnt worden war, begann ein Rechtsstreit, der 1958 mit der Bestätigung der Ablehnung endete.
1972 wurde erstmals eine Gedenktafel für die am 10. November 1944 Gehenkten angebracht, die vom Jugendring Köln finanziert wurde. Um sie kristallisierte sich in den nächsten Jahren die Auseinandersetzung. Die Tafel wurde nach wenigen Jahren wieder entfernt.
In der „Initiative Edelweißpiraten als Antifaschisten“ schlossen sich 1977 Überlebende der Ehrenfelder Gruppe und Angehörige verschiedener Kölner Edelweißpiratengruppen zusammen, um in Zusammenarbeit mit der Vereinigung der Verfolgten des Naziregimes eine Anerkennung als Widerstandskämpfer zu erreichen. Die Initiative schaltete sich in die seit Jahren insbesondere in Ehrenfeld intensiv geführte Diskussion ein. Durch Buchveröffentlichungen, Theaterstücke und Lieder von Brings, den Bläck Fööss oder Lilienthal über die Ehrenfelder Gruppe wurde in den Folgejahren eine größere Öffentlichkeit erreicht. 
Als 1978 Monitor über die Nichtanerkennung der Ehrenfelder als politische Verfolgte berichtete, ließ Regierungspräsident Franz-Josef Antwerpes die Gerichtsurteile der 1950er Jahre überprüfen. Die Urteile wurden erneut bestätigt.
1984 würdigte die Gedenkstätte Yad Vashem in Israel Bartholomäus Schink und Jean Jülich als Gerechte unter den Völkern. Dadurch ausgelöst entstanden neue Diskussionen, die in einer Anfrage im nordrhein-westfälischen Landtag gipfelten. Dem Historiker Bernd-A. Rusinek wurde daraufhin der Auftrag erteilt, ein Gutachten zur Ehrenfelder Gruppe zu erstellen. Im gleichen Jahr wurde der westliche Teil der Hüttenstraße in Bartholomäus-Schink-Straße umbenannt.

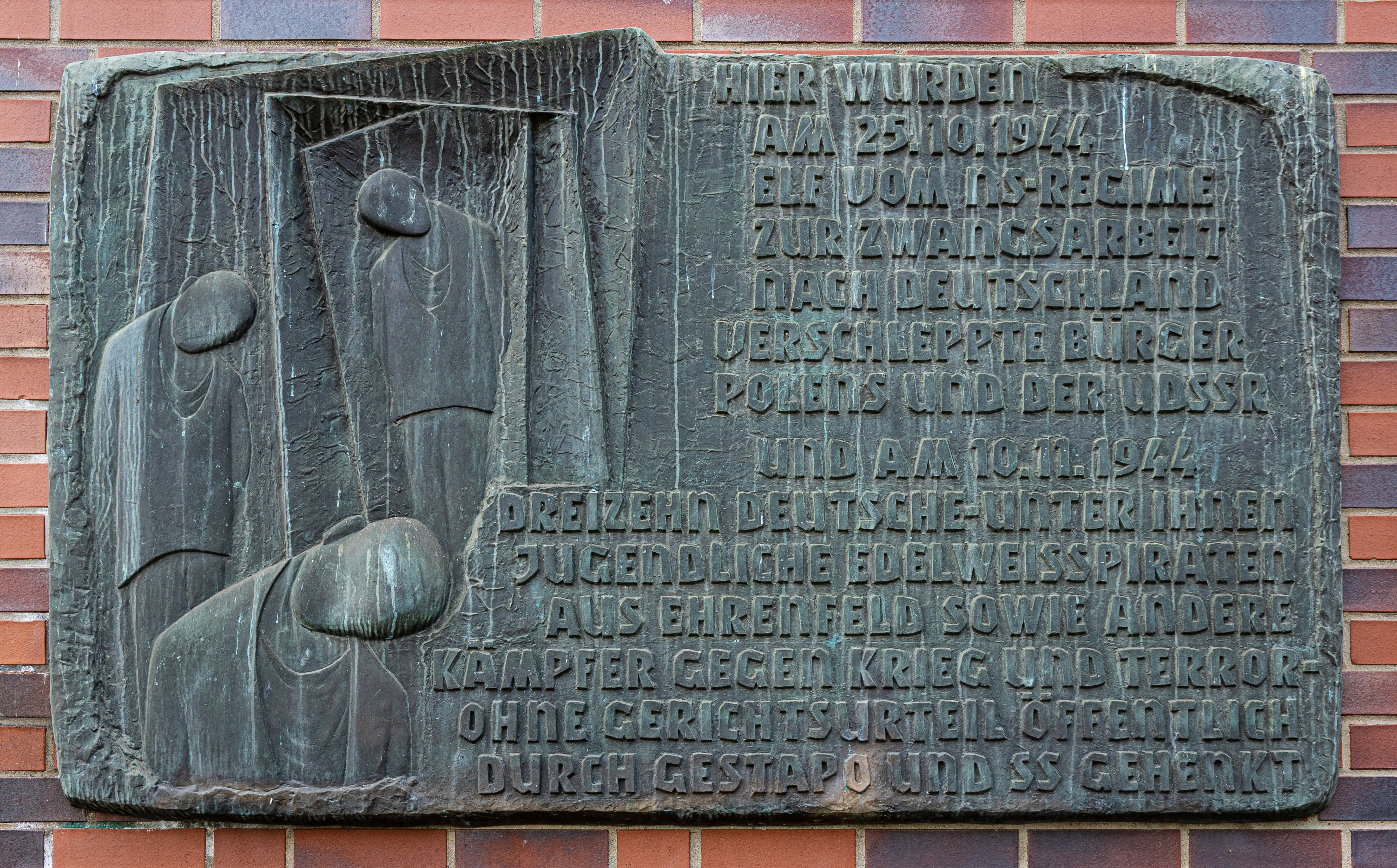
Gedenktafel für die Ehrenfelder Opfer des NS-Regimes

Die „Initiative Edelweißpiraten als Antifaschisten“ erreichte 1986 mit der Anbringung einer neuen Gedenktafel an der Bahnunterführung am Ehrenfeldgürtel eines ihrer Ziele. Die Tafel hing dort allerdings nur für wenige Jahre; sie wurde 2002 abgenommen, als die Unterführung bei Streckenerweiterungsarbeiten der Bahn verbreitert wurde.
Als 1988 das von Rusinek erstellte Gutachten veröffentlicht wurde, entstanden neue Konflikte um die Bewertung der Ehrenfelder Gruppe. Rusinek kam zu dem Schluss, dass es sich nicht um „auf hoher ethischer Gesinnung basierenden, aus politischem Verantwortungsbewusstsein gewachsenen Widerstand“ gehandelt habe, sondern der Wille zum Überleben maßgeblich gewesen sei. Rusinek bewertete deshalb die Ehrenfelder weder als Widerstandskämpfer noch als Kriminelle, sondern sprach ihnen wegen der Umstände ihres Todes den Status von NS-Opfern zu. Daraufhin forderten Kölner CDU-Politiker den Abbau der Gedenktafel und die erneute Umbenennung der Straße, während SPD-Politiker, unterstützt von zahlreichen Künstlern, dazu keine Veranlassung sahen.
Gleichzeitig mit der Wiederanbringung der Gedenktafel am 9. November 2003 an den Bögen der Bahnunterführung in der Schönsteinstraße in der Nähe des Hinrichtungsorts rehabilitierte der Kölner Regierungspräsident die Angehörigen der Ehrenfelder Gruppe und bezeichnete sie als „politisch Verfolgte und Widerstandskämpfer“. Im Juni 2005 fand im Regierungspräsidium Köln ein Festakt zur öffentlichen Anerkennung der überlebenden Gruppenmitglieder statt.
Die Inschrift der Gedenktafel in der Schönsteinstraße lautet:

„Hier wurden am 25.10.1944 elf vom NS-Regime zur Zwangsarbeit nach Deutschland verschleppte Bürger Polens und der UdSSR und am 10.11.1944 dreizehn Deutsche – unter ihnen jugendliche Edelweißpiraten aus Ehrenfeld sowie andere Kämpfer gegen Krieg und Terror – ohne Gerichtsurteil öffentlich durch Gestapo und SS gehenkt.“

Für einige Mitglieder der Ehrenfelder Gruppe wurden Stolpersteine verlegt.

### Teil der Edelweißpiraten oder eigenständige Gruppe?
Bei der in den 1980er Jahren neu vorgenommenen Bewertung der Ehrenfelder Gruppe wurde auch diskutiert, ob sie Teil der Edelweißpiraten war. Die Kontroverse zu diesem Thema entfaltete sich an der Selbstbezeichnung von überlebenden Ehrenfeldern als Edelweißpiraten, die von ehemaligen Angehörigen anderer Gruppen bestritten wurde. 
Eine erste wissenschaftliche Stellungnahme dazu wurde 1988 im Rusinek-Gutachten abgegeben, wonach „von einer Edelweißpiraten-Gruppe schlecht die Rede sein kann“ (Lit.: Kurzfassung bei Breyvogel, S. 272). Rusinek begründete dies mit dem geringen personellen Anteil von ehemaligen Edelweißpiraten in der Gruppe und der starken Prägung durch Hans Steinbrück. Diese Wertung wurde in den folgenden Jahren auch von anderen Wissenschaftlern übernommen, während sich die überlebenden Ehrenfelder weiterhin als Edelweißpiraten sahen und sehen.

## Rehabilitierung

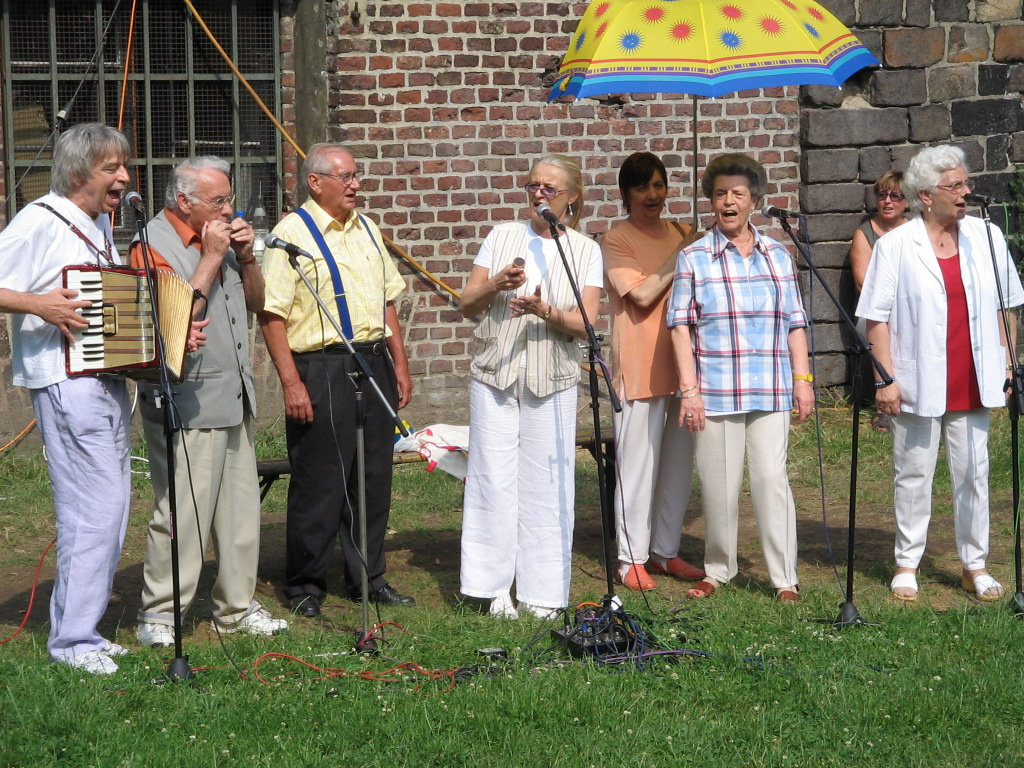
Schäfer, Jülich, Koch (2005)

Jean Jülich erhielt 1991 das Bundesverdienstkreuz am Bande. Jürgen Roters, Regierungspräsident des Regierungsbezirks Köln von 1999 bis 2005, sprach im Juni 2005 seine Anerkennung für Mitglieder der Kölner Widerstandsgruppen öffentlich aus. Roters (SPD) wurde im Oktober 2009 Oberbürgermeister von Köln. Er überreichte im April 2011 im Auftrag des Bundespräsidenten den übrigen fünf noch lebenden Mitgliedern Hans Fricke, Gertrud Koch, Peter Schäfer, Wolfgang Schwarz und Fritz Theilen das Bundesverdienstkreuz am Bande.

## Rezeptionsgeschichte
Genau entgegengesetzt zur geschichtswissenschaftlichen Wahrnehmung entwickelte sich die Rezeption in der Öffentlichkeit. Zahlreiche öffentliche Auftritte der überlebenden Angehörigen der Gruppe, von ihnen initiierte Buchveröffentlichungen, Lieder und zuletzt der Spielfilm Edelweißpiraten, der Ende 2005 in die Kinos kam, führten dazu, dass weite Teile der Bevölkerung die Ehrenfelder Gruppe mit den Edelweißpiraten in ihrer Gesamtheit gleichsetzen.

### Literarische Bearbeitungen
Als literarische Bearbeitungen der Ereignisse um die Ehrenfelder Gruppe entstanden biografische Schilderungen, Erzählungen und Hörspiele, die sich fast alle auch an ein jugendliches Publikum richten. Beispiele sind: 
- Biografische Schilderungen:
  - Gertrud Koch, Regina Carstensen: Edelweiß. Meine Jugend als Widerstandskämpferin. Rowohlt, Reinbek bei Hamburg 2006, ISBN 978-3-499-62093-5.
  - Jean Jülich: Kohldampf, Knast und Kamelle. Ein Edelweißpirat erzählt sein Leben. Kiepenheuer & Witsch, Köln 2003, ISBN 3-462-03540-1.
  - Fritz Theilen: Edelweißpiraten. Fischer, Frankfurt am Main 1984, ISBN 3-596-27548-2.
- Erzählungen:
  - Hellmut G. Haasis: Edelweißpiraten. Erzählungen. Trotzdem Verlag, 1996, ISBN 3-922209-61-0 Auszug.
- Hörspiele:
  - Klas Ewert Everwyn: Knoll – ne janz gewöhnliche Edelweiß us'm Ihrefeld. Musik: Bläck Fööss, 1986.

### Theater
Das Theaterstück Edelweißpiraten sind treu wurde 1980 im Auftrag der Bühnen der Stadt Köln verfasst und in der Spielzeit 1980/81 aufgeführt. Eine Hörspielfassung erschien 1981; sie war im Juni 1981 Hörspiel des Monats.

### Musik
Zahlreiche Lieder deutscher Liedermacher und lokaler Gruppen reflektieren die große subkulturelle Bedeutung der Ehrenfelder Gruppe. Teilweise werden darin die Ehrenfelder Ereignisse und die Erlebnisse der subkulturellen Edelweißpiraten miteinander verschmolzen. Bekanntere Liedbeispiele sind unter anderem:
- Brings: Edelweißpirate (Se wollten kein HJ Montur)
- Bläck Fööss: Edelweißpirate (En Tafel us Bronze am Bahndamm anjebraat); Text: Rolly Brings, Musik: Reiner Hömig
- Lilienthal: Edelweißpiraten (Sie saßen oft am Märchensee); Text: Herwig Steymans; Musik: Hans-Jörg Maucksch
- Franz Josef Degenhardt: Ballade vom Edelweißpiraten Nevada-Kid
- Chaoze One feat. Lotta C: Edelweißpiraten sind treu

Mit der 2004 vom NS-Dokumentationszentrum Köln veröffentlichten CD Es geschah in Schanghai wurden Lieder der subkulturellen Edelweißpiraten, die ursprünglich aus der Bündischen Jugend stammen, aufgegriffen und von Kölner Bands neu interpretiert. Auf einem 2005 durchgeführten Edelweißpiratenfestival wurden diese Neubearbeitungen neben zahlreichen anderen Beiträgen präsentiert.

### Verfilmung
2002 wurde basierend auf den Ereignissen um die Ehrenfelder Gruppe der Spielfilm Edelweißpiraten gedreht. Da der Film lange Zeit bei keinem großen Verleiher in das Programm genommen wurde, konnte der Filmstart erst am 10. November 2005 erfolgen.
Regie führte Niko von Glasow, die Hauptrollen wurden von Ivan Stebunov, Bela B. Felsenheimer und Anna Thalbach übernommen. Durch die Rahmenhandlung führte Jean Jülich als „der alte Karl“, der auch als Berater bei der Erstellung des Drehbuchs tätig war.

### Edelweißpiraten als „lokale Marke“
Die seit den 1990er Jahren verstärkte mediale und kulturelle Präsenz hat dazu geführt, dass sich der Kölner Stadtbezirk Ehrenfeld inzwischen auch in der Außendarstellung unter der Überschrift „Edelweißpiraten“ auf die Ehrenfelder Gruppe beruft. Im Stadtbezirk bildet die Gruppe – so umstritten auch die Vorgänge um sie sein mögen – heute einen wesentlichen Kristallisationspunkt der lokalen Identität.